# 나폴리 지하철 1호선

노선도

나폴리 지하철 1호선(이탈리아어: linea uno)은 이탈리아 나폴리 지하철의 도시철도 노선이다. 총 길이는 20.7km에 달하며 2025년 기준으로 20개의 역이 있다. 나폴리 교통공사 (ANM)가 운영하는 노선이며, 여러 역에 현대미술 작품이 설치되어 있기 때문에 '예술 지하철' (Metrò dell'Arte)이라는 별칭이 붙었다.
1호선은 현재 개선보수 작업과 연장 공사를 거치고 있다. 모든 공사가 마무리되면 1호선은 총 26개 역이 생기며, 순환선을 이루게 된다. 또한 키아이아노, 피시놀라, 스캄피아 지역과 나폴리 시내가 보다 빠르게 이어질 전망이다.

## 역 목록
| 나폴리 지하철 1호선       |          |                                                       |
| 역명                      | 개통연도 | 주석                                                  |
| 피시놀라                  | 1995     | 나폴리-아베르사 선                                    |
| 키아이아노                | 1995     |                                                       |
| 프룰로네                  | 1995     |                                                       |
| 콜리 아미네이             | 1993     |                                                       |
| 폴리클리니코              | 1993     |                                                       |
| 리오네 알토               | 1993     |                                                       |
| 몬테돈첼리                | 1993     |                                                       |
| 메달리에 도로             | 1993     |                                                       |
| 반비텔리                  | 1993     | 첸트랄레 선, 키아이아 선, 몬테산토 선과 환승          |
| 콰트로 조르나테           | 2001     |                                                       |
| 살바토르 로사             | 2001     |                                                       |
| 마테르데이                | 2003     |                                                       |
| 무세오                    | 2001     | 2호선과 환승                                          |
| 단테                      | 2002     |                                                       |
| 톨레도                    | 2012     |                                                       |
| 무니치피오                | 2015     |                                                       |
| 우니베르시타              | 2011     |                                                       |
| 두오모                    | 2021     |                                                       |
| 가리발디                  | 2013     | 나폴리 첸트랄레 역, 치르쿰베수비아나 선, 2호선과 환승 |
| 첸트로 디레치오날레       | 2025     |                                                       |
| 트리부날레                | 2024     | 공사중                                                |
| 포조레알레                | 2024     | 공사중                                                |
| 카포디키노 아에레오포르토 | 2024     | 공사중                                                |

## 같이 보기
- 나폴리 지하철
- 지하철 목록